# باجاج کورپ
باجاج کورپ (مراتی: बजाज कंझ्युमर लिमिटेड) شرکت کالای هندی است، که در سال ۱۹۳۰ توسط جمالال باجاج تأسیس شد.